# 卢卡·科隆博
卢卡·科隆博（義大利語：Luca Colombo，1969年12月26日—），意大利男子自行车运动员。他曾代表意大利参加1992年夏季奥林匹克运动会自行车比赛，获得男子团体计时赛银牌。